# Theridion furfuraceum
Theridion furfuraceum là một loài nhện trong họ Theridiidae.
Loài này thuộc chi Theridion. Theridion furfuraceum được Eugène Simon miêu tả năm 1914.